# Колесса Іван Михайлович
Іва́н Миха́йлович Коле́сса (1864, c. Сопіт, Галичина — 8 листопада 1898, Стенєвець, Хорватія) — український фольклорист і етнограф. Брат Філарета Колесси та Олександра Колесси.

## Життя і творчість
Народився 1864 року в селі Сопіт (Сколівського району Львівської області). Закінчив Ягеллонський університет у Кракові. Листувався з Іваном Франком, під впливом якого почав збирати й публікувати українські народні пісні. Автор етнографічно-фольклорних досліджень, зокрема «Галицько-руські народні пісні з мелодіями. Зібрав в селі Ходовичах др. Іван Колесса» Львів, 1902 (Етнографічний збірник НТШ ім. Т. Шевченка, т. ХІ.).
Опублікував збірник Narodziny i chrzciny, wesele i pogrzeb u ludu ruskiego we wsi Chodowicach, w powiecie Stryjskim opisal Jan Kolessa. («Народження і хрещення, весілля і похорон у руського люду в селі Ходовичах Стрийського повіту»).
Помер 8 листопада 1898 року.